# Йозеф Адельбрехт
Йозеф Адельбрехт (нім. Josef Adelbrecht, 8 січня 1910 — 1 жовтня 1941) — австрійський футболіст, що грав на позиції нападника. Виступав за клуб «Ферст Вієнна», а також національну збірну Австрії.
Володар Кубка Мітропи 1931, триразовий чемпіон Австрії і триразовий володар Кубка Австрії.

## Клубна кар'єра
У складі «Ферст Вієнни» виступав з 1929 по 1934 рік. Володар Кубка Мітропи 1931, дворазовий чемпіон Австрії і володар Кубка Австрії.
Під час сезону 1934/35 перейшов у команду «Расинг» (Париж), де виступав знаменитий австрійський воротар Руді Гіден. Команда посіла третє місце у чемпіонаті у сезоні, а після його завершення Адельбрехт приєднався до складу швейцарської команди «Грассгоппер» (Цюрих), за яку зіграв 9 матчів і забив 6 голів.
У другій частині сезону 1935/36 Йозеф повернувся до Австрії в команду «Аустрія» (Відень). Зіграв 4 матчі у чемпіонаті, у яких забив 3 голи. Також зіграв два матчі у переможному для команди розіграші кубка Австрії 1936 року. В одному з них у 1/8 фіналу забив три голи у ворота команди «Лінцер» (9:0). У вирішальних матчах кубка не грав. Так само не зіграв Адельбрехт жодного матчу у кубку Мітропи 1936, у якому «Аустрія» святкувала перемогу. У «Аустрії» була стабільна і зіграна лінія нападу у складі Ріглер — Штро — Сінделар — Єрузалем — Фіртль. Йозеф не зумів витіснити когось із них з основи і у сезоні 1936/37 також грав не регулярно — 8 матчів (6 голів) у чемпіонаті і жодного у кубку. Команда завоювала срібні медалі першості.
Сезон 1937/38 Адельбрехт відіграв у команді «Рапід», де завоював третій титул чемпіона Австрії у кар'єрі, хоча також не був гравцем основи. У 1938/39 роках грав у складі новачка вищого дивізіону клубу «Аустро Фіат» (Відень). Став найкращим бомбардиром команди і допоміг зберегти місце в еліті. Зокрема, саме «дублі» Йозефа допомогли «Аустро Фіату» завоювати по одному очку у матчах з сильними «Вієнною» і «Рапідом», що завершилися нічиєю з однаковим рахунком 2:2. Також Адельбрехт забив переможний гол у матчі з майбутнім чемпіоном «Адмірою», коли «Аустро Фіат» несподівано переміг в гостях з рахунком 4:3. Клуб, що у зимове міжсезоння змінив назву на «Аматере-Фіат», зайняв 7 місце у чемпіонаті (при 10 учасниках), а Йозеф забив 14 голів.
Наступного сезону Адельбрехт грав у нижчеліговому клубі «Ред Стар» (Відень). У 1941 році знову виступав у найвищій австрійські лізі за «Флорідсдорфер». Зокрема, відзначився голом у грі проти «Адміри», що завершилась нічиєю 3:3.
В тому ж 1941 році був призваний на фронт. Загинув у невідомому місці Східної Європи 1 жовтня під час операції «Барбаросса».

## Виступи за збірну
1930 року дебютував в офіційних матчах у складі національної збірної Австрії у поєдинку проти збірної Угорщини (1:2).
Загалом у 1930—1933 роках зіграв у складі національної команди 3 матчі, у яких забив 1 гол. Зіграв у 1931 році у матчі проти збірної Угорщини (0:0) у рамках кубка Центральної Європи 1932-32, виграного австрійською збірною.
Також регулярно грав у складі збірної Відня. Враховуючи те, що всі найсильніші австрійські футболісти виступали у віденських клубах, збірна Відня була фактично тією ж збірною Австрії, тільки з більш розширеним списком гравців. І тренував команду той самий наставник — знаменитий Гуго Майсль. Забивав у голи збірним Братислави (2:1, 1930) і Будапешта (6:0, 1932), а у воротах збірної Праги відзначився двічі (5:2, 1931). Також у 1934 році зіграв у складі збірної Австрія-Б у поєдинку проти збірної Італія-Б, що завершився поразкою з рахунком 0:2.
| Дата       | Місто  | Господарі | Результат | Гості          | Турнір                             | Голи | Примітки |
| ---------- | ------ | --------- | --------- | -------------- | ---------------------------------- | ---- | -------- |
| 03/05/1931 | Відень | Австрія   | 0 – 0     | Угорщина       | Кубок Центральної Європи 1931—1932 | 1    |          |
| 03/05/1931 | Відень | Австрія   | 0 – 0     | Угорщина       | Кубок Центральної Європи 1931—1932 | -    |          |
| 09/04/1933 | Відень | Австрія   | 1 – 2     | Чехословаччина | товариський матч                   | -    |          |
| Усього     |        | Матчів    | 3         |                | Голів                              | 1    |          |

### Статистика виступів за збірну Відня
| № | Дата       | Місце проведення | Команда 1              | Рахунок | Команда 2                   | Голи      |
| - | ---------- | ---------------- | ---------------------- | ------- | --------------------------- | --------- |
| 1 | 23.03.1930 | Відень           | Відень (Австрія)       | 2:1     | Братислава (Чехословаччина) | Гол       |
| 2 | 11.04.1931 | Прага            | Прага (Чехословаччина) | 2:5     | Відень (Австрія)            | Гол · Гол |
| 3 | 02.10.1932 | Відень           | Відень (Австрія)       | 6:0     | Будапешт (Угорщина)         | Гол       |
| 4 | 11.02.1934 | Трієст           | Австрія-Б              | 6:0     | Італія-Б                    |           |

## Титули і досягнення
| - Володар Кубка Мітропи (1): «Вієнна» (Відень): 1931 - Чемпіон Австрії (3): «Вієнна» (Відень): 1931, 1933 «Рапід» (Відень): 1938 - Срібний призер чемпіонату Австрії (2): «Вієнна» (Відень): 1932 «Аустрія» (Відень): 1937 - Бронзовий призер чемпіонату Австрії (1): «Вієнна» (Відень): 1930, 1935 | - Володар Кубка Австрії (3): «Вієнна» (Відень): 1929, 1930 «Аустрія» (Відень): 1936 - Бронзовий призер чемпіонату Франції (1): «Расинг» (Париж): 1935 - Третє місце Кубка Націй (1): «Вієнна» (Відень): 1930 - Переможець Кубка Центральної Європи (1): Австрія: 1931–1932 |